# Carlos Sastre
Carlos Sastre Candil (Madrid, 1975. április 22. –) 2011-ben visszavonult spanyol kerékpáros. Korábban a spanyol Geox-TMC és a Team CSC Saxo Bank versenyzője. A 2008-as Tour de France győztese.
Sastre a mezőny egyik legjobb hegyi menője volt, rendszeresen jól teljesített a háromhetes körvesenyeken. Időfutam-képességeit folyamatosan fejlesztve, a Tour de France és a Vuelta a España legnagyobb esélyesei közé tartozott. A 2008-as Tour de France-on tudta megszerezni első összetett győzelmét, amit főleg a 17. szakaszon szerzett győzelmének köszönhetett. Itt a legendás Alpe d’Huez-re való befutón több, mint két percet vert legfőbb riválisaira, akik az itt szerzett hátrányukat már nem tudták ledolgozni az utolsó egyéni időfutamon sem.

## Pályafutása

### 1998–2005
Első profi szerződését 1998-ban kapta a spanyol ONCE csapattól. 1999-ben indult el első háromhetes körversenyén, a Giro d’Italián. Első komolyabb sikerét 2000-ben a Vueltán érte el, ő lett a hegyi pontverseny nyertese. 2001-ben bemutatkozott a Tour de France-on, és szakaszt nyert a Burgosi körversenyen.
2002-ben leigazolta a CSC Saxo Bank csapata. Még ebben az évben 10. lett a Tour-on. A következő évben tovább javított helyezésén, 9. lett és megszerezte első szakaszgyőzelmét is a legnagyobb háromhetesen. 2004-ben a Vueltán és a Tour-on is Top 10-ben végzett, előbbin 6. az utóbbin 8. lett. 2005-ben megnyerte az egyik szakaszt az Escalada a Montjuic nevű versenyen, és a Vueltán második helyen végzett.

### 2006–2007
2006 áprilisában megnyerte a Klasika Primavera-t. Ebben az évben mindhárom nagy körversenyen elindult, a Giro d’Italián 43. helyen végzett, a Touron szakaszt nyert és az összetett verseny 3. helyét kaparintotta meg, a Vueltán pedig 4. lett összetettben.
2007-ben 4. lett a Tour-on és 2. a Vueltán.

### 2008
A 2008-as év pályafutása legeredményesebb éve volt. A Tour de France-on élete versenyét futotta. Megnyerte az összetettet és a pöttyös trikót. Összetett győzelmét a 17. szakaszon nyújtott teljesítményének köszönhette, ahol legnagyobb riválisaival szemben 2 perces előnnyel ért fel az Alpe d’Huez-ra. Átvette a sárga trikót, és meg is őrizte a célig. A Vueltán is felállhatott a dobogóra, mivel a 3. helyen végzett.

### 2009
Májusban a Giro d’Italián 2 szakaszt nyert, összetettben a 3. helyen végzett. Sastre egymás után mindhárom körversenyen dobogós lett, c sak nem egy esztendőben. Júliusban a Tour-on 16. helyen végzett összetettben.

### 2010
2010-ben mindhárom háromhetesen elindult több-kevesebb sikerrel. 8. lett a Girón, 20. a Touron és 8. a Vueltán. Július 31-én a San Sebastian-i klasszikuson 3. helyen ért célba.

### 2011
A májusi GGiro d’Italián nem tudott maradandót alkotni, 30. lett összetettben. Júliusban a Tour de France helyett az Osztrák körversenyen indult, ahol 3. helyen végzett.
A Vueltán sem tudott Top10-be kerülni összetettben, 20. helyen végzett, viszont csapattársát, Juan José Cobót összetett győzelemhez segítette.

## Sikerei
| 2000 - ONCE - Escalada a Montjuic - 4. hely - Vuelta a España - 8., Összetett versenyben - Hegyi pontverseny győztese - 2., 11. szakasz 2001 - ONCE-Eroski - Vuelta a Asturias - 3., 3. szakasz - Tour de France - 20., Összetett versenyben - Vuelta a Burgos - 1., 3. szakasz - Vuelta a España - 2., 11. szakasz - 3., 15. szakasz 2002 - CSC-Tiscali - Tour de France - 10., Összetett versenyben - 2., 16. szakasz 2003 - CSC-Riis Cycling - Tour de France - 9., Összetett versenyben - 1., 13. szakasz - Vuelta a Espana - 2., 2. szakasz 2004 - CSC-Riis Cycling - Tour de France - 8., Összetett versenyben - Vuelta a España - 6., Összetett versenyben - 3., 21. szakasz 2005 - CSC-Riis Cycling - Escalada a Montjuïc - 2. hely - Tour de France - 21., Összetett versenyben - Vuelta a España - 2., Összetett verseny - 2., 11. szakasz - 3., 20. szakasz 2006 - CSC-Riis Cycling - Klasika Primavera - 1. hely - Giro d’Italia - 43., Összetett verseny - 1., 5. szakasz (Csapatidőfutam) - Tour de France - 3., Összetett versenyben - 1., 18. szakasz - 2., 17. szakasz - Vuelta a España - 4., Összetett versenyben - 1., 1. szakasz (Csapatidőfutam) - 2., 7. szakasz | 2007 - CSC-Riis Cycling - Escalada a Montjuic - 3. hely - Tour de France - 4., Összetett versenyben - Vuelta a España - 2., Összetett versenyben 2008 - CSC-Saxo Bank - Tour de France - Összetett verseny győztese - 1., 17. szakasz - Vuelta a Espana - 3., Összetett versenyben 2009 - Cervélo Test Team - Giro d’Italia - 3., Összetett versenyben - 1., 16. szakasz - 1., 19. szakasz - Tour de France - 16., Összetett versenyben 2010 - Cervélo Test Team - Giro d’Italia - 8., Összetett versenyben - 3., 11. szakasz - Tour de France - 20., Összetett versenyben - Clásica San Sebastián - 3. hely - Vuelta a Espana - 8., Összetett versenyben - 3., 1. szakasz (Csapatidőfutam) 2011 - Geox-TMC - Giro d’Italia - 30., Összetett versenyben - Tour de Austria - 3., Összetett versenyben - Vuelta Espana - 20., Összetett versenyben |